# ماکو کوباتا
ماکو کوباتا (انگلیسی: Mako Kobata؛ زادهٔ ۱۵ اوت ۱۹۹۲) بازیکن والیبال اهل ژاپن بود که در سال ۲۰۲۲ بازنشسته شد.